# Pete McCormack
Pete McCormack (Thetford, 27 gennaio 1965) è un regista cinematografico, sceneggiatore, musicista e scrittore britannico naturalizzato canadese.

## Biografia
Nato a Thetford in Inghilterra, nel 1966 si è trasferito in Canada con la famiglia. I suoi genitori hanno divorziato quando aveva 6 anni.

## Carriera
Ha studiato nella Simon Fraser University e nell'Università della Columbia Britannica.
Successivamente si è dedicato alla carriera cinematografica, musicale e di scrittore. Per quanto riguarda la prima ha diretto nel 2012 il film Io Sono Bruce Lee, ma il suo maggior successo è stato quello del documentario Facing Ali, realizzato 3 anni prima: oltre ad avere vinto prima il premio Audience Choice award al Vancouver International Film Festival, oltre ad avere ricevuto una candidatura all'Oscar.
Dal punto di vista musicale invece ha debuttato nel 1995 con il CD Breathe.
Come scrittore ha debuttato scrivendo Shelby nel 1994, mentre nel 1998 ha scritto Understanding Ken.  Quest'ultimo è stato menzionato tra i 10 migliori libri scritti da un cittadino di Ottawa nel 1999.